# Мартынов, Михаил Васильевич
Михаил Васильевич Мартынов (1850—1912) — русский генерал-лейтенант, герой русско-турецкой войны 1877—1878 годов.

## Биография
Родился 5 сентября 1850 года. Начальное образование получил в Орловской Бахтина военной гимназии, после чего 10 августа 1869 года был зачислен в 3-е военное Александровское училище. Выпущен по 1-му разряду 24 августа 1871 года подпоручиком в 75-й пехотный Севастопольский полк. 19 сентября 1875 года произведён в поручики.
В рядах 75-го пехотного Севастопольского полка Мартынов принял участие в русско-турецкой войне 1877—1878 годов, сражался на Кавказском театре военных действий. За отличие при штурме Карса 26 ноября 1877 года был произведён в штабс-капитаны и 9 апреля 1878 года награждён орденом Св. Георгия 4-й степени :
При штурме, в ночь с 5 на 6 ноября 1877 г., Карсского укрепления Канлы, командуя 3-й стрелковой ротой, он первый вскочил на вал укрепления, где оставался до получения тяжёлой раны пулею в левое плечо.
27 января 1881 года произведён в капитаны и 1 января 1888 года — в подполковники с переводом в 59-й пехотный Люблинский полк. За время службы в Севастопольском полку Мартынов на протяжении более чем 10 лет командовал ротой и 2 года 7 месяцев — батальоном. 16 октября 1892 года назначен командиром 6-го Кубанского пластунского батальона. 6 мая 1893 года произведён в полковники. 28 декабря 1899 года назначен командиром 257-го пехотного резервного Потийского полка, 24 октября 1900 года получил в командование 156-й пехотный Елисаветпольский пехотный полк.
26 ноября 1901 года произведён в генерал-майоры и назначен состоять в распоряжении начальника Главного штаба. 4 января 1902 года получил в командование 1-ю бригаду Кавказской гренадерской дивизии, 20 ноября 1904 года назначен начальником 2-й Кубанской пластунской бригады, с 13 мая 1906 года был начальником 1-й Кубанской пластунской бригады, 25 сентября того же года произведён в генерал-лейтенанты с увольнением в отставку с мундиром и пенсией. Скончался в 1912 году.

## Награды
Среди прочих наград Мартынов имел ордена:
- Орден Святого Владимира 4-й степени с мечами и бантом (1877 год)
- Орден Святой Анны 3-й степени с мечами и бантом (1877 год)
- Орден Святого Станислава 2-й степени с мечами (1878 год)
- Орден Святого Георгия 4-й степени (9 апреля 1878 года)
- Орден Святой Анны 2-й степени (1887 год)
- Орден Святого Владимира 3-й степени (1896 год, мечи к этому ордену пожалованы в 1906 году)
- Орден Святого Станислава 1-й степени (1904 год)
- Орден Благородной Бухары, золотая звезда 2-й степени (1895 год)